# Jeff Bronder
Jeff Bronder (Aalst, 1988) is een Belgische contentmaker en presentator, vooral bekend van het YouTube-kanaal 'Supercontent' en de podcast 'Achter De Schermen'.

## Carrière

### Supercontent
In februari 2020 richtte Bronder samen met Pieterjan Marchand het YouTube-kanaal 'Supercontent' op. Het kanaal kreeg brede bekendheid tijdens de COVID-19-pandemie met het 'Marc Van Ranst-lied', een parodie op 'Hoe het danst'.
Naast hun online activiteiten produceerden Bronder en Marchand content voor televisie. Zo hadden ze een rubriek in Iedereen beroemd op Eén en maakten ze het programma Replay, waarin ze terugblikten op de geschiedenis van Play4.

### Achter De Schermen
In maart 2023 startten Bronder en Marchand de podcast 'Achter De Schermen' voor GoPlay en Play4, waarin ze samen met bekende gasten het showbizznieuws bespreken. Deze podcast werd later ook als televisieprogramma uitgezonden op Play4. Eind 2024 kregen ze een eindejaarsspecial op de commerciële zender Play4 waarin ze nog een keer op snedige wijze het afgelopen jaar fileren.

### Celebrity Klopjacht
In september 2024 namen Bronder en Marchand deel aan Celebrity Klopjacht, waarin ze probeerden uit handen van speurders te blijven.

## Persoonlijk leven
Bronder groeide op in Aalst. In een interview gaf hij aan dat Aalstenaars vaak trots zijn op hun afkomst, wat hij zelf ook ervaart.
Op 35-jarige leeftijd reflecteerde hij op zijn leven en toekomst. Hij beschreef zichzelf als iemand die al veel had bereikt maar nog veel wilde ontdekken. Deze periode zag hij als een persoonlijke ontdekkingstocht naar wat hem gelukkig maakte.
Hoewel Bronder en zijn collega Pieterjan Marchand bekendstaan om hun humor en creativiteit, benadrukken ze dat ze geen traditionele sekssymbolen zijn, zoals ze vertelden aan het tijdschrift Flair. Ze richten zich op het maken van grappige en actuele content, zonder zichzelf te serieus te nemen.
In december 2024 bezochten Bronder en Marchand hun oudste fan. De 94-jarige was een trouwe luisteraar van hun podcast 'Achter De Schermen' en het bezoek liet een blijvende indruk achter.
Bronder staat bekend om zijn voorkeur voor achter de schermen werken en hoeft niet per se voor de camera te staan. Hij heeft soms de neiging om mensen uit zijn persoonlijke leven buiten de publieke belangstelling te houden.